# Spainsat
Spainsat est un satellite de télécommunications gouvernementales espagnol appartenant à l'opérateur Hisdesat. Situé à 30° ouest, il doit fournir pendant plus d'une quinzaine d'années des services de télécommunications gouvernementales et militaires à l'Espagne, aux États-Unis d'Amérique et à leurs alliés.

## Description
Construit par Space Systems/Loral sur une plateforme SS/L 1300, il est équipé de 13 transpondeurs en bande X pouvant diffuser de Denver au Colorado jusqu'au Moyen-Orient en couvrant l'Amérique du Sud, l'Océan Atlantique, l'Europe et l'Afrique. Il est également doté d'un transpondeur en bande Ka.
Il a été lancé par une fusée Ariane 5 ECA (vol 170) depuis le centre spatial guyanais à Kourou avec le satellite Hot Bird 7A.
Spainsat et XTAR-EUR, assumant la même mission, doivent être remplacés à partir de 2023 par le programme Spainsat NG construit par Thales et Airbus.